# Premio Nacional de Ilustración
El Premio a las mejores ilustraciones infantiles y juveniles, rebautizado oficialmente desde 2008 Premio Nacional de Ilustración, se entrega en España desde 1978, por iniciativa del Ministerio de Cultura español, con diversas subcategorías (primer y segundo premio, premio único y accésit, premio a ilustración infantil y juvenil, etc.) según los años.
Hasta el año 2007, su objeto era premiar los mejores trabajos de ilustración dirigidos a niños y jóvenes incluido en obras que hubieran sido publicadas por primera vez en España a lo largo de cada año (por empresas editoras españolas aunque sea en régimen de coedición independientemente de donde se hayan impreso). A partir de 2008, según el Ministerio de Educación, Cultura y Deporte, "El Premio Nacional de Ilustración (...) tiene por objeto reconocer y distinguir el conjunto de la labor realizada por un ilustrador español en el ámbito del libro y de las letras españolas". El premio está dotado con 30.000 euros.

## Autores galardonados (1978-1989)
- 1978. Primer premio a Ulises Wensell por Don Blanquisucio (ed. Miñón)
- 1978. Segundo premio a Asun Balzola por Historia de un erizo (ed. Miñón)
- 1979. Primer premio a Carme Solé Vendrell por El niño que quería volar, Peluso y la cometa y Pedro y su sable (ed. Miñón)
- 1979. Segundo premio a Luis de Horna por Aire, que me lleva el aire (ed. Labor)
- 1980. Primer premio a Miguel Fernández-Pacheco por Gracias al aire y otras obras (ed. Altea)
- 1980. Segundo premio a Mercé Llimona por Otros juegos y canciones y Chupete (ed. Hymsa)
- 1981. Primer premio a Luis de Horna por Canta, pájaro lejano y ¿Quieres que te enseñe a hacer un pan? (Espasa-Calpe y Everest, respectivamente)
- 1981. Segundo premio a Fuencisla del Amo por Feral y las cigüeñas, de Fernando Alonso Alonso, y Las manos en el agua, de Carlos Murciano (ed. Noguer)
- 1982. Primer premio a Teo Puebla por La andariega de Dios (Ediciones Paulinas)
- 1982. Accésit a Arcadio Lobato por El hombre de la lluvia (ed. Altea)
- 1983. Primer premio a Miguel Fernández-Pacheco por La bella y la Bestia (ed. Miñón)
- 1983. Accésit a Carmen Andrada por El libro de las fábulas (ed. Miñón)
- 1984. Premio único a Jesús Gabán por La princesa y el payaso (ed. Destino)
- 1985. Premio único a Asun Balzola por Munia y la señora Piltronera (ed. Destino)
- 1986. Premio único a Alfonso Ruano Martín por El caballo fantástico (ed. SM)
- 1987. Premio único a Francisco Meléndez por La oveja negra y demás fábulas (ed. Altea)
- 1988. Premio de ilustración infantil a Montse Ginesta por La vaca en la selva (ed. Juventud)
- 1988. Premio de ilustración juvenil a Jesús Gabán por El cascanueces y el rey de los ratones (ed. Anaya)
- 1989. Primer premio a Miguel Calatayud por Una de indios y otras historias (ed. SM)
- 1989. Segundo premio a Alfonso Ruano Martín por El circo de Paco (ed. SM)

## Autores galardonados (1990-1999)
- 1990. Primer premio a Gusti por El pirata valiente (ed. SM)
- 1990. Segundo premio a Pablo Núñez por ¿A que tú no sabes? (ed. SM)
- 1991. Primer premio a Javier Serrano por El lago de plata y otros cuentos (ed. Anaya)
- 1991. Segundo premio a Agustí Asensio por La escoba de la bruja (ed. SM)
- 1992. Primer premio a Miguel Calatayud por Libro de las M'alicias, de Miquel Obiols (ed. SM)
- 1992. Segundo premio a Francisco Meléndez por Leopold y la conquista del aire (ed. Aura)
- 1993. Primer premio a Arnal Ballester por La boca risueña, de Montse Ginesta (ed. Destino)
- 1993. Segundo premio a Pablo Echevarría Molina por Claudette (ed. Espasa-Calpe)
- 1994. Primer premio a Montse Ginesta por En Joantotxo, de Andersen (ed. Abadía de Montserrat)
- 1994. Segundo premio a Inma Pla Santamans por Un cuento sin pies ni cabeza (ed. M.S.V.)
- 1995. Primer premio a Pep Montserrat por Aixó era un gegant (ed. La Galera)
- 1995. Segundo premio a Pablo Núñez por El murciélago Aurelio (ed. SM)
- 1996. Primer premio a Francesc Infante por El traje nuevo del emperador, de Andersen (ed. La Galera)
- 1996. Segundo premio a Pablo Echevarría Molina por El flautista encantat (ed. Abadía de Montserrat)
- 1997. Primer premio a Francesc Capdevila Gisbert (Max) por L'ultima moda (ed. Abadía de Montserrat)
- 1997. Segundo premio a José Antonio Tàssies Penella por Un día es un día (ed. Abadía de Montserrat)
- 1998. Primer premio a Carmela Mayor ex aequo con Montserrat Gisbert por Les endevinalles de Llorenç (ed. Tàndem)
- 1998. Segundo premio a Cristina Losantos Sistach por El flautista de Hamelín (ed. La Galera)
- 1999. Primer premio a Óscar Villán Seoane por O coelliño branco (ed. Kalandraka)
- 1999. Segundo premio a Carlos Ortín por Narices, buhítos, volcanes y otros poemas ilustrados (ed. Media Vaca)

## Autores galardonados (2000-2009)
- 2000. Primer premio a Jesús Gabán por Relatos de terror (ed. Vicens Vives)
- 2000. Segundo premio a César Fernández Arias por 100 Greguerías ilustradas, de Ramón Gómez de la Serna (ed. Media Vaca)
- 2001. Primer premio a Judit Morales por No eres más que una pequeña hormiga (ed. SM)
- 2001. Segundo premio a Javier Serrano por Verdadera historia del perro Salomón (ed. SM)
- 2002. Primer premio a Federico Fernández Alonso por ¿Dónde perdió Luna la risa? (ed. Kalandraka)
- 2002. Segundo premio a Noemí Villamuza por De verdad que no podía (ed. Kókinos)
- 2003. Primer premio a Ajubel por El pájaro libro (ed. SM)
- 2003. Segundo premio a Gusti por La bella durmiente (ed. Perspectiva)
- 2004. Primer premio a Pablo Amargo por El monstruo de la lluvia, de Marilar Aleixandre (ed. SM)
- 2004. Segundo premio a Antonio Santos por Pancho (ed. Kalandraka)
- 2005. Primer premio a Javier Zabala por El soldadito Salomón, de Rocío Antón y Lola Núñez (ed. SM)
- 2005. Segundo premio a Pablo Auladell por Peiter, Peter y Peer, y otros cuentos, de Andersen (ed. Anaya)
- 2006. Primer premio a Isidro Ferrer por Una casa para el abuelo, de Carlos Grassa Toro (ed. Sinsentido)
- 2006. Segundo premio a Elena Odriozola por La princesa que bostezaba a todas horas, de Carmen Gil Martínez (ed. OQO)
- 2007. Primer premio a Elisa Arguilé por Mi familia, de Daniel Nesquens (ed. Anaya)
- 2007. Segundo premio a Riki Blanco por Cuentos Pulga (ed. Thule)
- 2008: Arnal Ballester
- 2009: Miguel Calatayud

## Autores galardonados (2010-2019)
- 2010: Ana Juan.[2]
- 2011: Emilio Urberuaga.[3]
- 2012: Andrés Rábago García.[4]
- 2013: Carme Solé.
- 2014: José Ramón Sánchez.[5]
- 2015: Elena Odriozola.
- 2016: Javier Sáez Castán.[6]
- 2017: Alfredo.
- 2018: Maria Rius i Camps.
- 2019: Paco Giménez.[7]

## Autores galardonados (2020-)
- 2020: Sonia Pulido.[8]
- 2021: Viví Escrivá.[9]
- 2022: Sergio García Sánchez.[10]
- 2023: Luci Gutiérrez.[11]
- 2024: Pep Montserrat.[12]
- 2025: Violeta Fernández Lópiz.[13]